# Cale sèche de La Coupe
La cale sèche de La Coupe ou cale sèche de Chignectou est un site historique national situé dans le hameau de Jolicœur à Pont-à-Buot, au Nouveau-Brunswick. C'est une cale sèche construite par les Acadiens avant la déportation des Acadiens. Elle servait à réparer les bateaux de la baie de Fundy et fut probablement la première à être construite en Amérique du Nord. Certains historiens doutent qu'une cale sèche ait pu être construite aussi loin de la baie, alors que Clarence Webster, l'un des principaux historiens du Nouveau-Brunswick, croit le contraire.
L'endroit est devenu un lieu historique national en 1933 et un monument a été érigé en 1954. La plaque a disparu mais comportait ce texte :
« Cale sèche de Chignectou. Cette disposition quadrilatérale de digues aurait été construite par les Acadiens afin de régler le courant de la rivière La Coupe, permettant l'entrée et la sortie de vaisseaux de grandeur moyenne. »